# Социалисты-юнионисты
Социали́сты-юниони́сты (араб. الوحدويون الاشتراكيون‎, al-Wahdawiyyun al-Ishtirakiyyun) — официально зарегистрированная левая политическая партия в Сирийской Арабской Республике. Основной идеологией партии является насеризм. Образована в 1961 году из-за раскола в рядах Партии арабского социалистического возрождения (ПАСВ). Является одной из десяти партий, входящих в Национальный прогрессивный фронт (НПФ) — проправительственную парламентскую коалицию, куда входят и другие партии, декларирующие социализм и арабский национализм. В настоящее время лидером является Фаиз Исмаил.
После падения режима Асада партия была запрещена переходным правительством Сирии из-за её поддержки диктатуры.